# Fuli (köping)
Fuli (kinesiska: 福利镇, 福利) är en köping i Kina. Den ligger i den autonoma regionen Guangxi, i den södra delen av landet, omkring 320 kilometer nordost om regionhuvudstaden Nanning.
Genomsnittlig årsnederbörd är 2 243 millimeter. Den regnigaste månaden är juni, med i genomsnitt 464 mm nederbörd, och den torraste är oktober, med 47 mm nederbörd.